# Kisaura tsudai
Kisaura tsudai är en nattsländeart som först beskrevs av Lazar Botosaneanu 1970.  Kisaura tsudai ingår i släktet Kisaura och familjen stengömmenattsländor. Inga underarter finns listade i Catalogue of Life.